# Шрі-Джаяварденепура-Котте
Шрі-Джаяварденепура-Котте (синг. ශ්‍රී ජයවර්ධනපුර කෝට්ටේ, там. ஸ்ரீ ஜயவர்த்தனபுரம் கோட்டே) — офіційна столиця Шрі-Ланки (з 1982 року). Південне передмістя Коломбо. Зазвичай назва міста вживається у скороченій формі — Котте.

## Населення
Населення — близько 115 тис. осіб (2008).
70 % жителів — сінгали, 20 % — таміли. Офіційними мовами є сингальська і тамільська. Сингальська мова вживається тільки в Шрі-Ланці та її столиці. 75 % населення країни — буддисти. Ще близько 15 % складають індуїсти (головним чином таміли), близько 10 % населення — християни і мусульмани; обидві релігії відрізняє змішаний етнічний склад.

## Історія
Котте було столицею Сингальської держави в 1415—1565. Після захоплення острова португальцями ті перенесли столицю в Коломбо.
Назва Джаяварденепура означає «місто прийдешньої перемоги» на сінгальській мові. Ця назва була дана місту його засновником Алагакконарою і не має безпосереднього стосунку до імені недавнього президента Шрі-Ланки Джуніуса Джаявардене. Назва «Котте» походить від тамільського «коттей» — фортеця. Історично частина міста, обмежена замковим ровом, називалася Етул Котте (внутрішній форт), а за його межами — Піттакотте (зовнішній форт).
У 1979 році, разом з рішенням перенести в Котте адміністративну столицю країни, йому було повернуто стару назву зі збереженням існуючої — місто було назване Шрі-Джаяварденепура-Котте. У місті розташований парламент країни; при цьому резиденція президента, уряд і верховний суд залишаються в Коломбо. Також у місті є університет.

## Природні умови
Клімат тропічний, столиця розташована недалеко від екватора. Тому цілий рік тримається рівна висока температура. 

На низовинах середньорічні температури + 26-28 градусів Цельсія. Різниця середніх температур самого xне перевищує 2-5 градусів. Найбільша кількість дощів доводиться на літо, коли панують насичені вологою південно-західні мусонні вітри. Літній мусон починається в травні і згасає у вересні. У розпал мусонного періоду, в червні-серпні, дощі щодня, нерідко це бурхливі зливи. Середня кількість опадів до 2000 мм в рік.
| Клімат                                                         | Клімат | Клімат | Клімат | Клімат | Клімат | Клімат | Клімат | Клімат | Клімат | Клімат | Клімат | Клімат | Клімат |
| Показник                                                       | Січ.   | Лют.   | Бер.   | Квіт.  | Трав.  | Черв.  | Лип.   | Серп.  | Вер.   | Жовт.  | Лист.  | Груд.  | Рік    |
| Середній максимум, °C                                          | 31,0   | 31,2   | 31,7   | 31,8   | 31,1   | 30,4   | 30,0   | 30,0   | 30,3   | 30,0   | 30,2   | 30,4   |        |
| Середня температура, °C                                        | 26,6   | 26,9   | 27,7   | 28,2   | 28,3   | 27,9   | 27,5   | 27,6   | 27,5   | 27,0   | 26,7   | 26,6   |        |
| Середній мінімум, °C                                           | 22,3   | 22,7   | 23,7   | 24,6   | 25,5   | 25,5   | 25,1   | 25,2   | 24,8   | 24,0   | 23,2   | 22,8   |        |
| Норма опадів, мм                                               | 85     | 63     | 112    | 252    | 335    | 195    | 130    | 95     | 165    | 358    | 309    | 153    | 2251   |
| -------------------------------------------------------------- | ------ | ------ | ------ | ------ | ------ | ------ | ------ | ------ | ------ | ------ | ------ | ------ | ------ |
| Джерело: Free Meteo (1961-1990), Weatherbase for precipitation |        |        |        |        |        |        |        |        |        |        |        |        |        |